# Charlieplexing

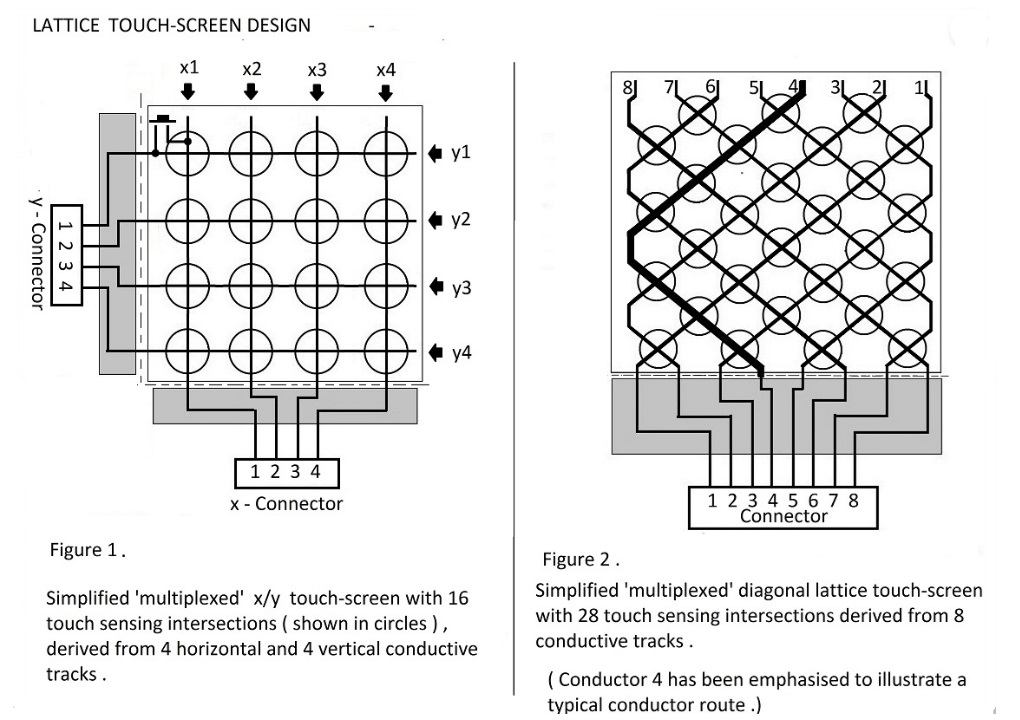
Il·lustra com una matriu diagonal permet gairebé el doble d'interseccions úniques que una matriu x/y.

Charlieplexing (multiplexació triestatal), també coneguda com a multiplexació de LED amb reduït nombre de pins, accionament de LED complementari i creuat, és una tècnica per accedir a un gran nombre de LED, interruptors, microcondensadors o altres entitats d'E/S, utilitzant relativament pocs cables lògics de triestats d'un microcontrolador. Aquestes entitats d'E/S es poden connectar com a components discrets, matrius x/y, o teixir-se en un patró d'intersecció diagonal per formar matrius diagonals.

## Etimologia
Tot i que la tècnica va ser introduïda el 2001 per Maxim Integrated, el nom "Charlieplexing" va aparèixer per primera vegada en una nota d'aplicació del 2003.  Va rebre el nom de Charles "Charlie" M. Allen, un enginyer d'aplicacions famós pel MAX232, que havia proposat aquest mètode internament.

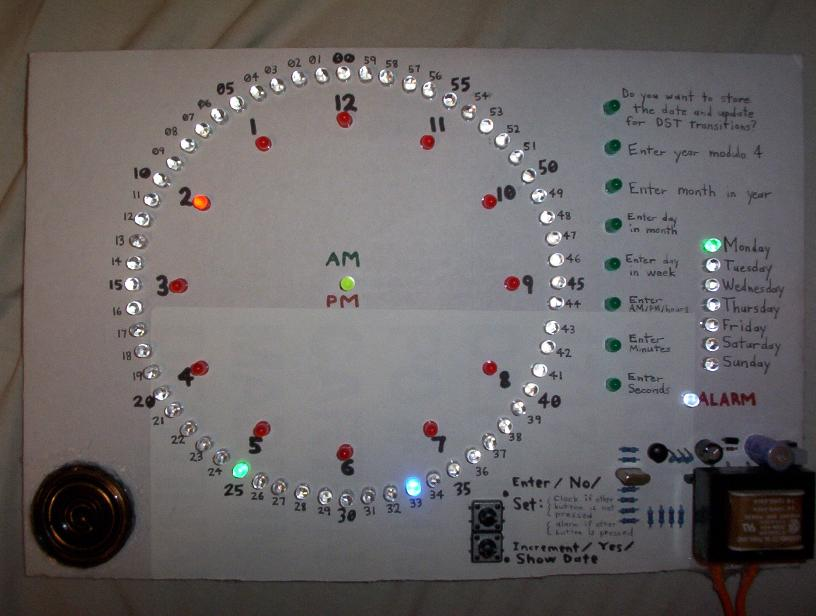
Un rellotge digital Charlieplexed que controla 90 LEDs amb 10 pins d'un microcontrolador PIC 16C54.

## Com i per què utilitzar Charlieplexing
La manera més senzilla d'adreçar un sol píxel (o botó d'entrada) és connectar-hi un cable i un altre cable a terra, però això requereix molt de cablejat. Una lleugera millora és que tot torni a una connexió a terra comú, però això encara requereix un cable (i un pin al microcontrolador) per a cada píxel o botó. Per a una matriu X per Y, es requereixen els pins X*Y.
Amb els pins lògics triestatals (alt, baix, desconnectat), el cablejat matricial només necessita els pins i cables X+Y. Cada X i cada Y es tornen a estar encesos o desconnectats; el desavantatge és que cada llum només s'encén com a màxim 1/(X*Y) del temps. Si hi ha prou fan-out, els pins Y es poden deixar sempre activats i comprovar-los tots en paral·lel. L'actualització pot passar cada 1/X del temps, però els cables X han de passar prou corrent per encendre les llums Y alhora.
El Charlieplexing és una millora addicional en el cablejat matricial, que permet connectar les entitats d'E/S (LED, interruptors, etc.) entre dos pins d'E/S del microcontrolador. En lloc que X cables horitzontals es trobin amb Y cables verticals, tots els cables es troben amb tots els altres cables. Suposant que s'utilitzen díodes per a les connexions (per distingir entre el cable A que va al cable B i el cable B que va al cable A), el Charlieplexing només necessita aproximadament la meitat de pins que una disposició matricial convencional, a costa d'un mapatge més complicat. Alternativament, el mateix nombre de pins admetrà una pantalla gairebé quatre vegades més gran (duplicant-se en ambdues direccions).

## Origen
La tècnica Charlieplexing va ser introduïda  per Maxim Integrated el 2001  com un esquema de multiplexació LED amb un nombre reduït de pins al seu controlador de pantalla LED MAX6951. 
També el 2001, quan el nom "Charlieplexing" es va fer comú, Don Lancaster va il·lustrar el mètode com a part de les seves reflexions sobre el problema de la "connexió N",  referint-se a Microchip Technology,  que ja ho havia discutit com a "tècnica complementària d'accionament LED" en una nota d'aplicació de 1998  i que més tard ho inclouria en un fulletó de consells i trucs.
Tot i que Microchip no va esmentar l'origen de la idea, és possible que la hagin trobat a PICLIST, una llista de correu sobre microcontroladors PIC de Microchip, on, també el 1998, Graham Daniel   la va proposar a la comunitat com un mètode per controlar files i columnes de LED bidireccionals. En aquell moment, Daniel havia creat circuits senzills amb xips PIC 12C508 que alimentaven 12 LED de 5 pins amb un mini conjunt de comandes per posar en moviment diverses pantalles d'il·luminació. 
El mètode, però, ja era conegut i utilitzat per diverses parts molt abans, a la dècada del 1980, i s'ha descrit en detall ja el 1979 en una patent de Christopher W. Malinowski, Heinz Rinderle i Martin Siegle, del Departament de Recerca i Desenvolupament d'AEG-Telefunken, Heilbronn, Alemanya, pel que van anomenar un "sistema de senyalització de tres estats".
Segons sembla, tècniques similars ja s'utilitzaven el 1972 per a aplicacions de senyalització de vies en modelisme ferroviari.
La multiplexació de pantalla és molt diferent de la multiplexació utilitzada en la transmissió de dades, tot i que té els mateixos principis bàsics. En la multiplexació de pantalles, les línies de dades de les pantalles es connecten en paral·lel a un bus de dades comú al microcontrolador. A continuació, les pantalles s'encenen i s'adrecen individualment. Això permet l'ús de menys pins d'E/S dels que normalment caldrien per controlar el mateix nombre de pantalles directament. Aquí, cada "pantalla" podria ser, per exemple, un dígit de la calculadora, no la matriu completa de dígits.
Amb multiplexació tradicional {\displaystyle N} Els pins d'E/S poden controlar un màxim de {\displaystyle ({\frac {N}{2}})^{2}={\frac {N^{2}}{4}}} LEDs o escolteu tants interruptors d'entrada. Charlieplexing pot conduir {\displaystyle N^{2}-N} LEDs o escoltar {\displaystyle {\frac {N^{2}-N}{2}}} botons fins i tot si la direccionalitat no es veu reforçada per un díode.